# Carpodacus synoicus
Il carpodaco del Sinai o carpodaco pallido (Carpodacus synoicus (Temminck, 1825)) è un uccello passeriforme della famiglia dei Fringillidi. Rappresenta la mascotte della Giordania.

## Etimologia
Il nome scientifico della specie, synoicus, deriva dall'unione delle parole greche συν (syn/sun, "insieme") e οικος (oikos, "casa"), col significato di "inseparabile", in riferimento alla coesione dei gruppi in cui questo animale è solito vivere.

## Descrizione

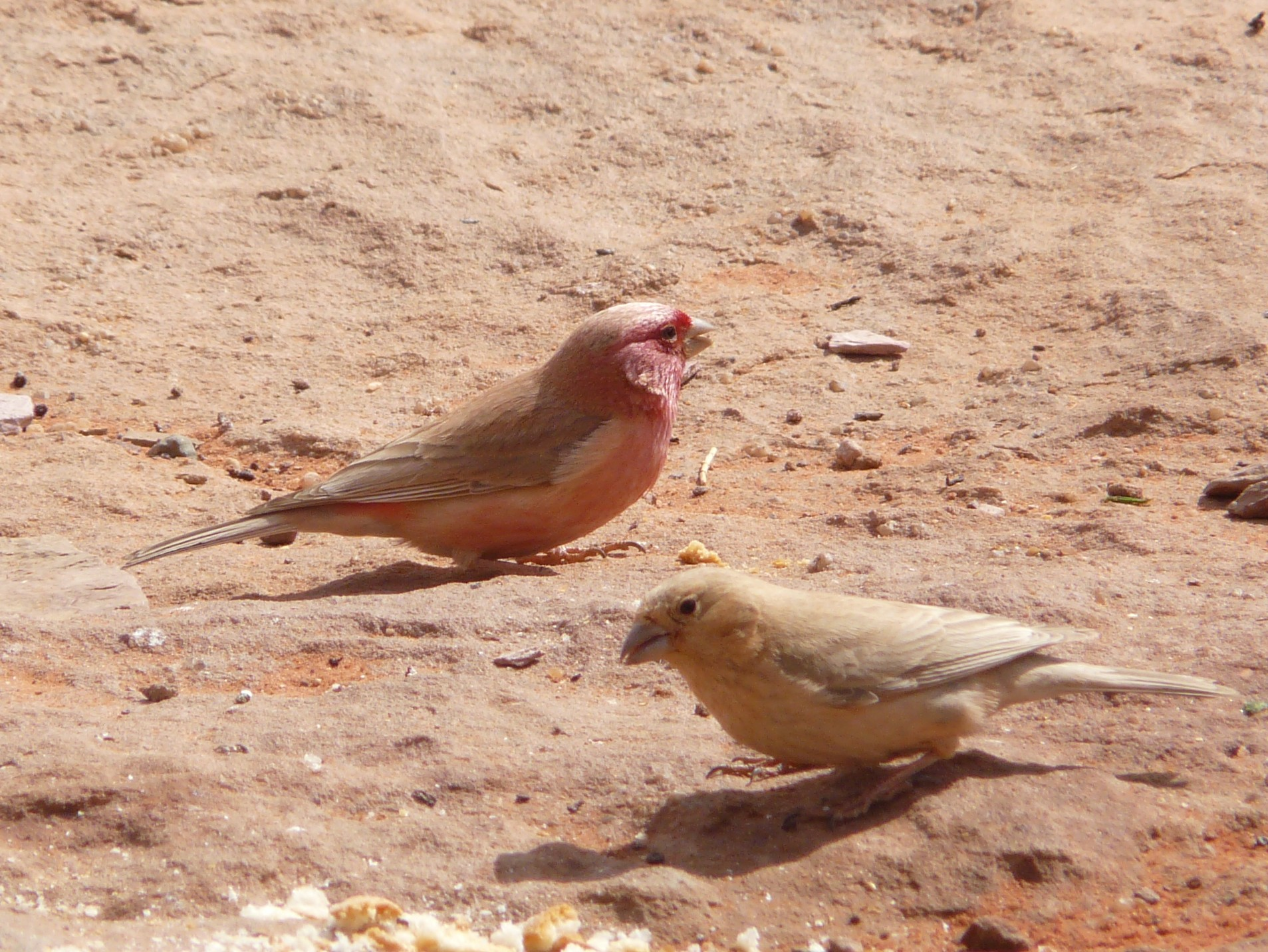
Coppia al suolo in Giordania: maschio in alto.

### Dimensioni
Misura 14,5–16 cm di lunghezza, per 17-24 g di peso.

### Aspetto
Si tratta di uccelli dall'aspetto robusto e massiccio, muniti di testa tondeggiante con grandi occhi e becco conico, ali allungate e coda dalla punta lievemente forcuta.
Il piumaggio presenta dimorfismo sessuale ben evidente: sebbene (come intuibile dal nome comune) ambedue i sessi presentino livrea di color sabbia, con tendenza a scurirsi dorsalmente (con remiganti e coda bruno-nerastre), nel maschio la testa, il petto ed il ventre sono di color rosa carico, con tendenza a scurirsi sulla faccia e a schiarirsi man mano che si scende verso il sottocoda (che è bianco), mentre nella femmina le zone ventrali sfumano nell'isabella e non v'è traccia di pigmento rosso. In ambedue i sessi, il becco è nerastro (con orli e punta color avorio), gli occhi sono di color bruno scuro e le zampe sono nerastre anch'esse, con tendenza nei maschi a sfumare nel carnicino.

## Biologia

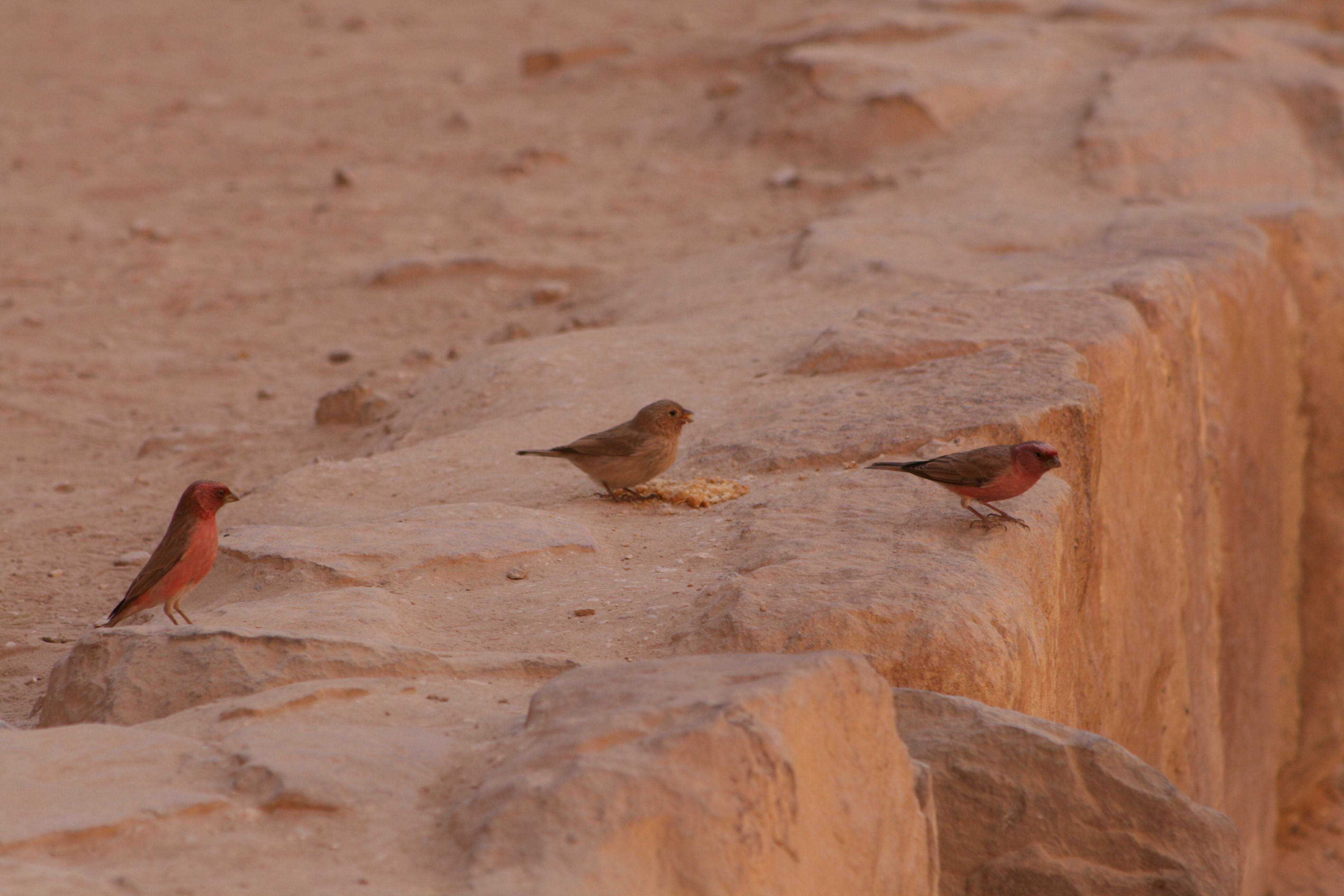
Due maschi e una femmina a Petra.

I carpodachi del Sinai sono uccelli diurni, vivaci e allegri, che vivono in coppie o in gruppetti di 10-20 individui, che passano la maggior parte della giornata al suolo alla ricerca di cibo, tenendosi in contatto quasi costante fra loro mediante richiami simili a quelli delle starne. 

### Alimentazione

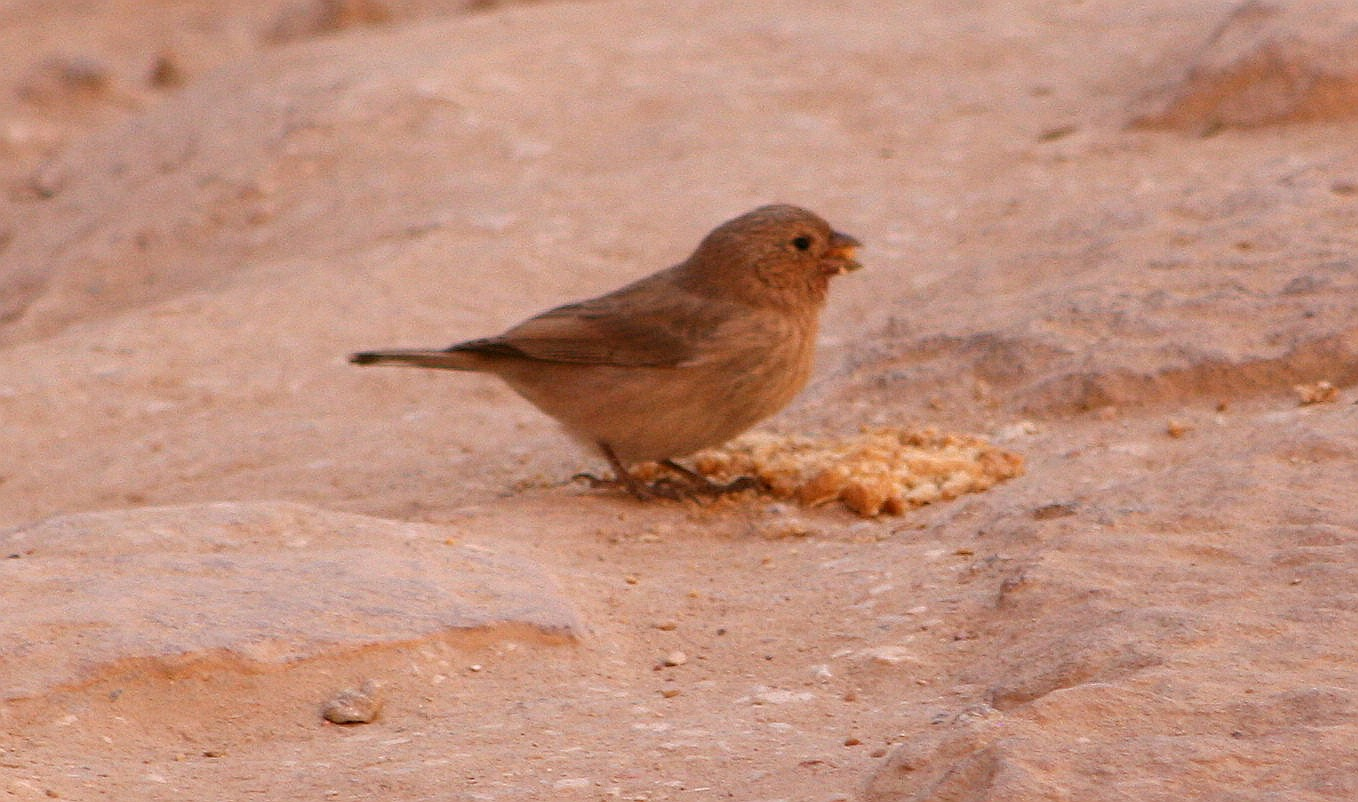
Femmina si alimenta al suolo.

Si tratta di uccelli granivori, che si nutrono in prevalenza di semi, ma anche di foglioline, germogli, bacche e fiori di piante erbacee (in particolar modo di alcanna, sebbene manchino studi dettagliati), nonché sporadicamente anche di piccoli invertebrati, soprattutto durante il periodo estivo.

### Riproduzione
Si tratta di uccelli monogami, che durante la stagione degli amori (che va da fine marzo a luglio) formano coppie fisse e molto unite fra loro, dimostrandosi piuttosto territoriali nei confronti dei conspecifici che dovessero avvicinarsi incautamente al sito di nidifcazione.
Il nido, a forma di coppa, viene costruito dalla sola femmina (col maschio che può talvolta portare del materiale da costruzione, senza però partecipare alla stessa) al suolo, fra le rocce o sotto un cespuglio, intrecciando fra loro fibre vegetali e foderando l'interno con materiale più soffice. Le uova, in numero di 3-5, vengono covate dalla femmina (col maschio che staziona di guardia nei pressi del nido e si occupa di reperire il cibo per sé e la consorte) per circa due settimane: i pulli, ciechi e implumi alla schiusa, vengono accuditi da ambedue i genitori, i quali li imbeccano generosamente con semi e insetti rigurgitati, per circa tre settimane, al termine delle quali sono pronti ad involarsi e si disperdono, allontanandosi dal nido.

## Distribuzione e habitat

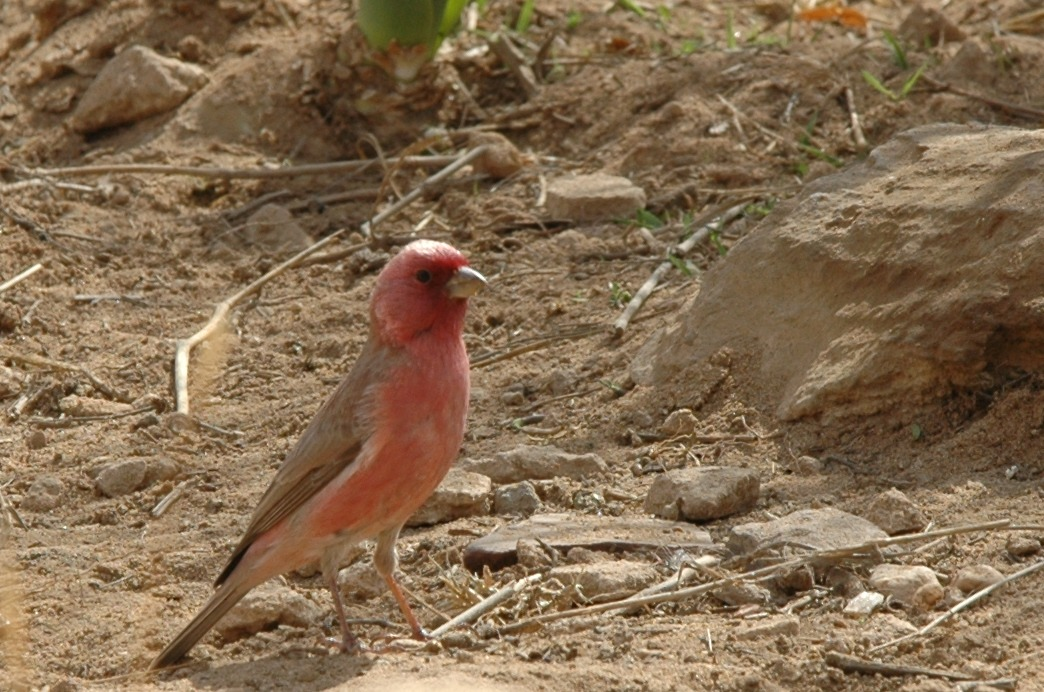
Maschio al suolo a Dana.

Come intuibile dal nome comune, il carpodaco del Sinai è diffuso in Medio Oriente, dove occupa la porzione nord-occidentale della penisola arabica, nell'area fra l'Egitto nord-orientale, Israele meridionale, Giordania sud-occidentale ed Arabia Saudita nord-occidentale: si tratta dell'unico fra i carpodacini diffuso anche in un paese africano (sebbene la penisola del Sinai sia geograficamente asiatica).
L'habitat di questi uccelli è rappresentato dalle aree rocciose secche collinari e pedemontane con presenza di vegetazione sparsa e arbustiva.

## Sistematica
In passato se ne riconoscevano tre sottospecie oltre alla nominale (C. s. beicki, C. s. salimalii e C. s. stoliczkae), attualmente spostate al carpodaco pallido, elevato al rango di specie a sé stante, sicché la specie è monotipica.
Le popolazioni della zona di Petra, dalle minori dimensioni, sono secondo alcuni da elevare al rango di sottospecie col nome di C. s. petrae, tuttavia le differenze rispetto alle altre popolazioni sono minime e non si ritiene di differenziarle dalla popolazione nominale.